# 26 قرد والهاوية
26 قرداً والهاوية هي قصة خيالية قصيرة للكاتب الأمريكي كيج جونسون ، نُشرت عام 2008 في المجلة الأمريكية Asimov's Science Fiction . تم ترشيحه لجائزة نيبولا لعام 2009 لأفضل قصة قصيرة وجائزة هوغو لعام 2009 لأفضل قصة قصيرة .  حازت الرواية على جائزة أفضل عالم خيالي لعام 2009 وجائزةAsimov readers لأفضل قصة قصيرة.

## ملخص المؤامرة
اشترت Aimee عرضًا متنقلًا للقرود ، حيث يقوم 26 قردًا بمجموعة متنوعة من الخدع ثم يختفون. تحاول معرفة كيفية حدوث الاختفاء.

## روابط خارجية
- ُ26 قرد والهاوية عنوان مُدرج في قاعدة بيانات الخيال التأملي على الإنترنت
- Text of the story at KijJohnson.com